# Calathusa dubia
Calathusa dubia är en fjärilsart som beskrevs av Alfred Ernest Wileman 1916. Calathusa dubia ingår i släktet Calathusa och familjen trågspinnare. Inga underarter finns listade i Catalogue of Life.